# 刘志明 (中医学家)
刘志明（1927年10月—），男，汉族，湖南湘潭人，中国中医学家，中国中医科学院广安门医院主任医师，第二届国医大师，中华中医药学会原副会长，第六、七、八届全国政协委员。